# Ratnagotravibhāga
Il Ratnagotravibhāga ("Studio sul lignaggio dei [Tre] Gioielli"; anche Ratnagotravibhaṅga o più completamente Ratnagotravibhāga-Mahāyāna-Uttaratantra-śāstra; cinese: 究竟一乘寶性論, Jiùjìng yīshèng bǎoxìng lùn, anche 寶性論 Bǎoxìng lùn (lett. "Trattato" (論) sul "Prezioso Gioiello" (寶性, intende il tathāgatagarbha); giapponese: Kukyōichijō hōshō ron, anche Hōshō ron; coreano: 구경일승보성론, Kukyōichijō hōshō ron; vietnamita: Cứu cánh nhất thừa bảo tính luận) è un commentario buddista mahāyāna risalente al IV secolo che presenta le dottrine inerenti al tathāgatagarbha . 
Di questo testo possediamo le versioni in lingua sanscrita, cinese e tibetana.
- La traduzione in cinese è opera dal monaco indiano Ratnamati (勒那摩提, V-VI secolo) nel 511, mentre il testo, in questa tradizione, è attribuito a Sāramati (堅慧). È al T.D. 1611.
- La tradizione tibetana, invece, attribuisce la parte centrale in versi a Maitreya, mentre i commentari in prosa (lo Uttaratantravyākhyā) li ritiene opera di Asaṅga. Per questa tradizione questa opera è uno dei cinque testi che il buddha del futuro Maitreya avrebbe consegnato ad Asaṅga durante la visita di quest'ultimo nel cielo di Tuṣita. Nel Canone tibetano conserviamo due traduzioni di questa opera, ambedue attribuite a Matiprajna (Ngok Loden Sherab, རྔོག་ལོ་ཙཱ་བ་བློ་ལྡན་ཤེས་རབ, Wylie: rngog lo ts'a ba blo ldan shes rab, 1059–1109) e a Sajjana (XI secolo): il Theg-pa-chen-po rgyud-bla ma'i bstan-bcos (ཐེག་པ་ཆེན་པོ་རྒྱུད་བླ་མའི་བསྟན་བཅོས) al Toh. 4024 e il Theg-pa-chen-po rgyud-bla-ma'i bstan-bcos rnam-par-bsad-pa (ཐེག་པ་ཆེན་པོ་རྒྱུད་བླ་མའི་བསྟན་བཅོས་རྣམ་པར་བཤད་པ) al Toh. 4025.

| Controllo di autorità | J9U (EN, HE) 987007504082005171 |